# Máximo Sáenz
Máximo Sáenz fue un escritor y periodista uruguayo (m. 14 de mayo de 1960), quién fue sumamente popular en Argentina y Uruguay en la década del 20, sobre todo escribiendo crónicas hípicas costumbristas bajo el seudónimo de Last Reason en el diario Crítica de Buenos Aires, también hizo lo propio en El Gráfico.

## Biografía
Máximo Sáenz escribía para lo que él denominaba "el hombre común" y refleja en su escritura el habla popular rioplatense y el lunfardo de las décadas de 1920 y 1930. Last Reason tenía dos famosas columnas en el diario Crítica: una sección fija que se publicaba los sábados y "El consultorio patológico de Last Reason", que salía los martes. Sáenz jugaba con la identidad de Last Reason y sostenía que no estaba autorizado a revelarla.
Máximo Sáenz también escribió bajo otros seudónimos en otros periódicos, como “Rienda Suelta” en La Nación, “Bala Perdida” en El Suplemento y “Half Time” en La Razón, en esta última sobre fútbol.
Escribió también para las revistas Leoplán y Caras y Caretas, y para los periódicos como Clarín y Noticias Gráficas.

## Last Reason y el idioma español moderno
Cuando en 1927 la Real Academia Española propuso que el idioma español se hablara como se habla en Madrid, hubo una reacción generalizada en los países hispanoamericanos, defendiendo la necesidad de respetar la vitalidad de idioma, tal como la expresan los pueblos que lo hablan. En ese debate, tanto Jorge Luis Borges como Roberto Arlt, recurrieron a Last Reason, como ejemplo de la lengua española viva:
Jorge Luis Borges lo menciona en "Las alarmas del doctor Américo Castro", donde le responde a este académico del siguiente modo:

Acumula [Américo Castro] retazos de Pacheco, de Vacarezza, de Lima, de Last Reason, de Contursi, de Enrique González Tuñón, de Palermo, de Llanderas y de Malfatti, los copia con infantil gravedad y luego los exhibe urbi et orbi como ejemplos de nuestro depravado lenguaje. No sospecha que tales ejercicios son caricaturales; los declara “síntomas de una alteración grave”, cuya causa remota son “las conocidas circunstancias que hicieron de los países platenses zonas hasta donde el latido del imperio hispano llegaba ya sin brío.

Roberto Arlt lo menciona a su vez en “El idioma de los argentinos”, una de sus conocidas Aguafuertes porteñas:

Un pueblo impone su arte, su industria, su comercio y su idioma por prepotencia. Nada más. Usted ve lo que pasa con Estados Unidos. Nos mandan sus artículos con leyendas en inglés, y muchos términos ingleses nos son familiares. En el Brasil, muchos términos argentinos (lunfardos) son populares. ¿Por qué? Por prepotencia. Por superioridad.

Last Reason, Félix Lima, Fray Mocho y otros, han influido mucho más sobre nuestro idioma, que todos los macaneos filológicos y gramaticales de un señor Cejador y Frauca, Benot y toda la pandilla polvorienta y malhumorada de ratones de biblioteca, que lo único que hacen es revolver archivos y escribir memorias, que ni ustedes mismos, gramáticos insignes, se molestan en leer, porque tan aburridas son.

## Obra
- A rienda suelta, 1925